# Christian Stolte
Christian Stolte (* 16. Oktober 1962 in St. Louis, Missouri) ist ein US-amerikanischer Schauspieler.

## Leben
Stolte spielte ab 2005 den Gefängniswärter Keith Stolte in der Fernsehserie Prison Break sowie 2009 den Charles Makley im Film Public Enemies. Im selben Jahr stellte er im Film Gesetz der Rache die Figur des Clarence James Darby dar.  
Seit 2012 spielt Stolte den Feuerwehrmann Randy „Mouch“ McHolland in der NBC-Fernsehserie Chicago Fire sowie in mehreren Folgen der Crossover-Serien Chicago P.D. und Chicago Med. Stolte lebt in Chicago.

## Filmografie (Auswahl)
- 2002: Road to Perdition
- 2005–2007: Prison Break (Fernsehserie, 18 Episoden)
- 2009: Public Enemies
- 2009: Gesetz der Rache (Law Abiding Citizen)
- 2010: A Nightmare on Elmstreet
- seit 2012: Chicago Fire (Fernsehserie)
- seit 2015: Chicago P.D. (Fernsehserie)
- seit 2016: Chicago Med (Fernsehserie)